# صنم نافع
صنم نافع متولد ۳۱ خرداد ۱۳۶۰ شاعر و مترجم اهل ایران است.
شعر را از سال ۱۳۸۹ با چهارپاره آغاز کرد و در سال ۱۳۹۲ اولین مجموعه غزل خود به نام " حقوق ماهیانه " را  منتشر کرد
در سال ۱۳۹۳ دومین مجموعه شعری او در قالب غزل و چهارپاره تحت عنوان: ما اگر انتخاب می‌کردیم منتشر و در روز دوم نمایشگاه کتاب ممنوع‌الفروش شد. باز تاب ممنوعیت این کتاب در نشریات و خبر گزاری‌ها گسترده بود و فعالیت شاعر را با بحران مواجه کرد. در سال ۱۳۹۵ کتاب رفته‌ام از خویش و در سال ۱۳۹۶ مجموعه شعر از تباهی به بعد از وی منتشر شد.

## ترجمه
با توجه به تسلط شاعر به زبان ترکی استانبولی از این شاعر مجموعه‌ای دو زبانه تحت عنوان: کشتی خاموش منتشر شده‌است. کشتی خاموش در بر گیرنده اشعار و ترانه‌هایی به زبان ترکی استانبولی و برگردان فارسی آنها می‌باشد.
علاوه بر این ترجمه رمان‌های برخاک‌های حاصلخیز اثر اورهان کمال، دستبند اثر جانان تان، هتل آنایورت اثر یوسف آتیلگان و جمیله اثر اورهان کمال توسط وی وارد بازار کتاب شده‌است.

## فعالیت‌ها
دبیر بخش شهرستان ها و صفحه ادبی روزنامه مردمسالاری طی سالهای ۸۰-۸۲ به ریاست مصطفی کواکبیان.
دبیر میز اروپا و امریکا کمیسیون حقوق بشر اسلامی طی سالهای ۸۲ تا ۸۷ ،  که طی این سالها نماینده ی کمیسیون در کارگاههای جنسیتی سازمان ملل متحد نیز بود. 
وی همچنین در سال ۱۳۹۴ به عنوان نماینده شاعران زن کشورهای عضو راه ابریشم که توسط یونسکو برگزار شده بود انتخاب شد.

## آثار
- کشتی خاموش، برگردانی شاعرانه از آثار ترانه‌سرایان معاصر کشور ترکیه، انتشارات شانی[۳]
- ما اگر انتخاب می‌کردیم، فصل پنجم
- رفته‌ام از خویش، انتشارات شانی[۴][۵] چاپ سوم
- حقوق ماهانه عادت نیست، مجموعه شعر.[۶]
- از تباهی به بعد، مجموعه شعر، نشر آنیما
- بر خاک‌های حاصل خیز، رمان، ترجمه از اورهان کمال نویسنده ترکیه ای، انتشارات آنیما
- دستبند، رمان، ترجمه از جانان تان، انتشارات ایجاز
- جمیله اثر اورهان کمال ، ترجمه صنم نافع، انتشارات ایجاز
- هتل آنایورت اثر یوسف آتیلگان نشر ایهام
- کار موسیقی:
- درک کن، خواننده احمد رضا نبی زاده، شاعر صنم نافع